# Maggie Shipstead
Maggie Shipstead (Mission Viejo, 1983) è una scrittrice statunitense.

## Biografia
Nata nel 1983 a Mission Viejo, vive e lavora a Los Angeles.
Dopo la laurea all'Iowa Writers' Workshop, nel 2012 ha esordito nella narrativa con il romanzo Festa di nozze aggiudicandosi il Premio Dylan Thomas destinato a giovani autori sotto i 30 anni.
Autrice di altri due romanzi, suoi contributi sono apparsi su giornali e riviste quali il New York Times e il Washington Post.

## Opere

### Romanzi
- Festa di nozze (Seating Arrangements), Vicenza, Neri Pozza, 2012 di Lucia Olivieri ISBN 978-88-545-0512-4.
- Astonish Me (2014)
- Great Circle (2021)

## Premi e riconoscimenti
- Premio Dylan Thomas: 2012 per Festa di nozze
- The Art Seidenbaum Award for First Fiction: 2012 per Festa di nozze